# Eocén

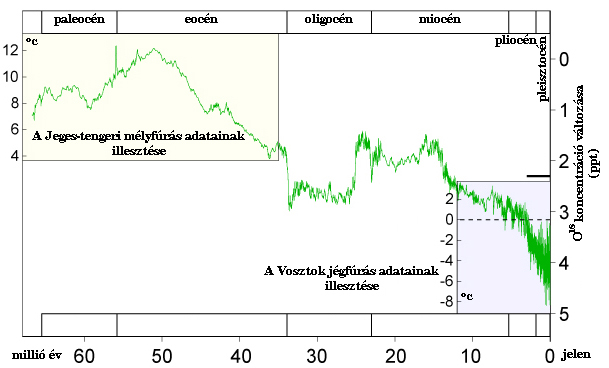
A kainozoikum 65 millió évének hőmérsékletváltozásai

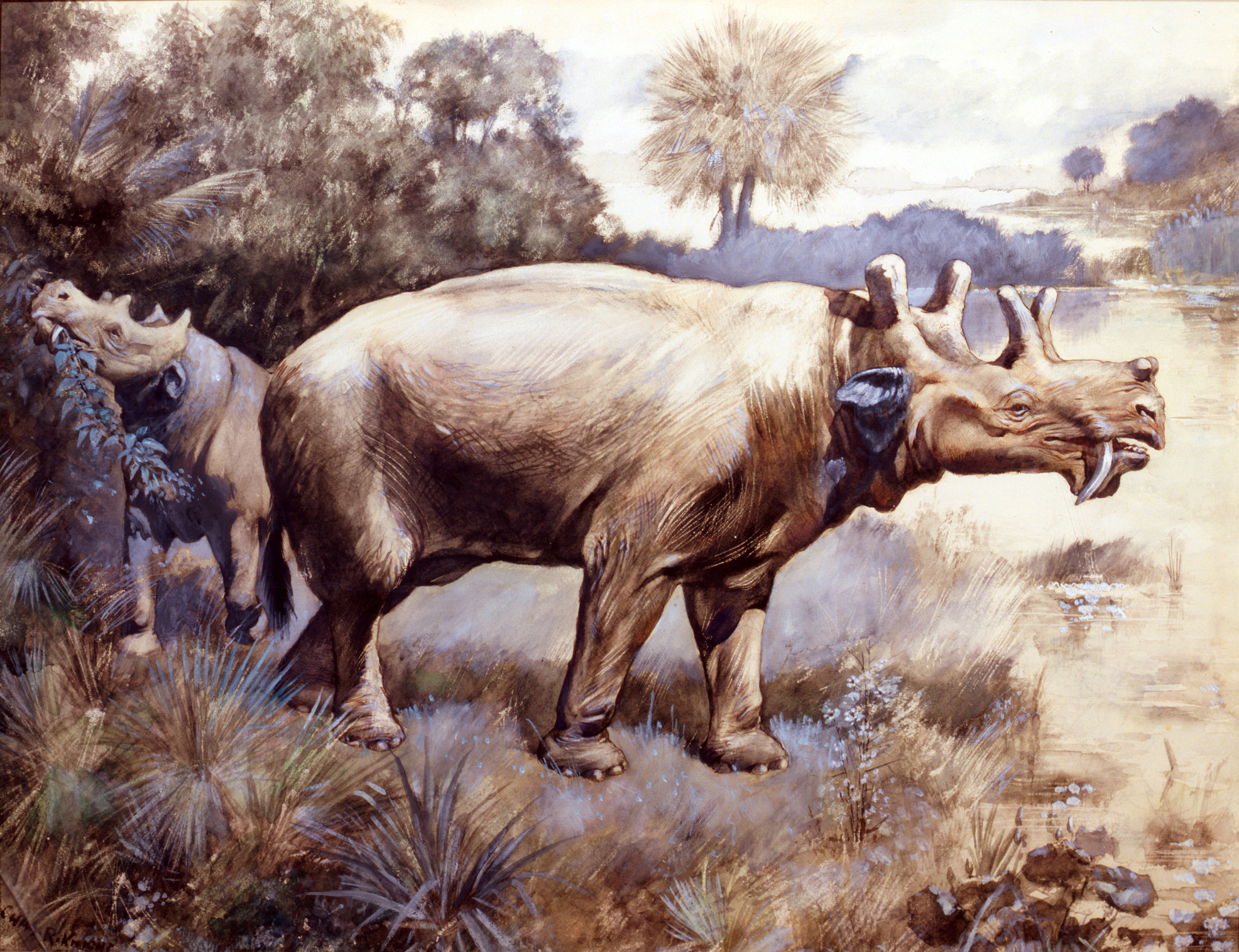
Uintatherium, orrszarvúszerű emlős az eocénből.

Az eocén földtörténeti kor, amely 56 millió évvel ezelőtt kezdődött és 33,9 millió évvel ezelőtt fejeződött be. A kainozoikum idő legkorábbi, paleogén nevű időszakának második kora, amely a paleocént követte és az oligocént előzte meg. Az eocén kor neve a görög ἠώς (éósz) („hajnal”) és καινός (kainosz) (új) nevekből származik, de a latinos eos-caenos átírás a kiejtését torzította: az „új hajnal” elnevezés a modern emlősfauna kialakulására utal.
A korszak kezdetén a 13C  szénizotóp légköri mennyiségének látványos lecsökkenése történt, a végén pedig az eocén-oligocén kihalási esemény, mely talán meteoritbecsapódáshoz köthető.

## Tagolása
A kort az alábbi négy korszakra tagolják (a korábbitól a későbbi felé haladva):
- Ypresi korszak: 56,0 – 47,8 Ma
- Lutetiai korszak: 47,8 – 41,2 Ma
- Bartoni korszak: 41,2 – 37,71 Ma
- Priabonai korszak: 37,71 – 33,9 Ma

## Ősföldrajz
A kontinensek tovább mozogtak a mai pozíciójuk irányába. A korszak kezdetén Ausztrália és az Antarktisz még nem váltak szét, így a hideg áramlatok sem alakulhattak ki az Antarktisz körül, mely egyenletesen melegen tartotta a bolygót. Körülbelül 45 millió évvel ezelőtt vált le Ausztrália, amely elterelte a meleg áramlatokat, és egy körkörös, hideg áramlás kezdett el formálódni. Mindazonáltal jelenlegi ismereteink szerint az időszak végi lehűlés nem ennek, hanem a csökkenő szén-dioxid szintnek köszönhető. Onnantól kezdve, hogy beindult ez az áramlás, az Antarktisz elkezdett eljegesedni, a körülötte lévő vizek befagytak, és ez csak erősítette a globális hűlést.
Északon Laurázsia elkezdett szétdarabolódni, levált róla Európa, Grönland, és Észak-Amerika.
Észak-Amerikában befejeződött a larámi hegységképződés, a földkéreg összenyomódása helyett most a felemelkedés lett a hangsúlyos, így keletkeztek a nyugati partvidék hatalmas fennsíkjai és hegyláncai, hatalmas tavakkal, tórendszerekkel.
35 millió évvel ezelőtt egy meteorit csapódott a Földbe, a mai Chesapeake-öbölben.
Európában a Tethys-tenger végérvényesen eltűnt. Az Alpok felemelkedése elzárta az utolsó maradványát, a Földközi-tengert a tőle északabbra, így Magyarország területén is található sekély tengertől. Európa és Észak-Amerika között még mindig volt valamiféle kapcsolat, ezt bizonyítja a fauna hasonlósága.
India összeütközött Ázsiával, és megkezdődött a Himalája felemelkedése.

## Klíma
Az eocén korban meglehetősen változatos volt a klíma, a korszak elején jellemző, a földtörténeti újidő legmelegebb klímájaként is ismertből a korszak végi eljegesedésig. 56 millió évvel ezelőtt a paleocén-eocén hőmérsékleti maximummal kezdődött, és körülbelül 49 millió évvel ezelőtt, egy hőmérsékleti optimumban csúcsosodott ki a melegedés. Ez idő alatt állandó jégtakaró sehol nem képződött a földön, az átlaghőmérséklet még a sarkokon is olyan volt, mint az Egyenlítőnél. Ezt követően aztán 34 millió évvel ezelőttig, azaz az oligocén kezdetéig fokozatos lehűlés kezdődött. Ekkor jelent meg az állandó jégtakaró a sarkokon, és ekkor kezdődött az Antarktisz rohamos eljegesedése is.
A szén-dioxid és a metán, ez a két üvegházhatású gáz volt, mely a felmelegedést kontroll alatt tartotta. A hőmérsékleti maximum úgy ért véget, hogy a légkörben lévő szénből rengeteget lekötött metán-hidrát, szén, illetve kőolaj formájában a Jeges-tenger. Ezt előidézhették a kőzetek mállásai (a hegységképződéssel összefüggésben), valamint a szerves széntartalmú anyagok földbe jutása. Hogy mekkora is volt a légköri szén-dioxid tartalom az eocén elején, még ma is vita tárgya, a becslések a 700–900 ppm és a 2000 ppm között mozognak, a mintavétel helyétől is függően. Összehasonlításul, a mai szén-dioxid szint 400 ppm. Az eocén elején a légköri oxigénszint is megduplázódott.
A metán, ami egy százéves skálán nézve 34-szeresen erősebb üvegházhatású gáz, szintén fontos szereplő volt. Felszabadulását elősegítették a Földet borító mocsarak, nedves területek, valamint erdők. A melegedő klíma, az emelkedő tengerszint, és az egyre több erdő csak fokozta a metánkibocsátást, a maihoz képest háromszor akkora mennyiségben került ez a gáz a légkörbe. Minél több metán termelődött és került a légkörbe, annál melegebb lett a troposzféra, hidegebb a sztratoszféra, és az oxidáció során vízpára és szén-dioxid keletkezett, némi infravörös sugárzás kíséretében.
A középső és késő eocénban a szén-dioxid szintje elkezdett csökkenni. 49 millió évvel ezelőtt történhetett egy hipotetikus esemény, az úgynevezett Azolla-jelenség, ami ezt kiváltotta. A meleg klíma hatására a Jeges-tengerben is élt az Azolla nevű tengeri harasztféle, amely a víz felszínén lebegett. A magas szén-dioxid szint kedvezett a robbanásszerű szaporodásának, az elpusztult növényi részek pedig a tengerfenék aljára süllyedtek, megkötve ott egyre nagyobb mennyiségű szenet. Ez jelentős mértékben, a mai szinthez igen közelire csökkenthette a légköri szén-dioxid mennyiségét. 41,5 millió évvel ezelőtt, egy érdekes, néhány százezer évig tartó újabb felmelegedés köszöntött be, a mérések szerint hatalmas, 4000 ppm szintű szén-dioxid szinntel, ami az eocén során a legmagasabb volt. Kiváltó okaként általában India és Ázsia összeütközését, a Himalája keletkezését szokták megnevezni, de az is lehet, hogy az ugyancsak mozgásban lévő tengerfenékből szabadult fel a lekötött szén.
Ezután aztán ismét csökkenni kezdett a szén-dioxid szint, és megkezdődött az oligocénig tartó lehűlés. A korszak végére a légköri szén-dioxid szint már csak a mainak kb. a kétszerese volt.
Egyelőre a tudósok előtt is ismeretlen, hogy lehetett az, hogy a Földön mindenütt ugyanolyan meleg volt a klíma. Ennek vannak bizonyítékai, például fosszilis krokodilleletek a sarkvidékeken, a hideget egyáltalán nem tűrő pálmafajok maradványai, illetve olyan kígyók fosszíliái, amelyek csak a tartós melegben képesek élni. A vízfelszíni hőmérséklet 35 Celsius is lehetett a vizsgálatok szerint, azonban amikor megpróbálták lemodellezni az eocén klímáját, kiderült, hogy az 20 foknál nemigen lehetett melegebb, ugyanis a sarkvidékeket nem lehet egyszerre anélkül melegíteni, hogy azzal párhuzamosan ne legyen melegebb a trópusokon is. A probléma megoldására létezik pár hipotézis
- Az egyik szerint hatalmas tavak lehettek a sarkvidéken, amelyek segítenek kiegyenlíteni a hőmérséklet-különbségeket.[29] Ez valóban melegebben tarthatta a vidéket az évszakok változása alatt is, azonban közel sem akkora szinten, mint amekkorára bizonyítékok vannak.
- A másik elmélet szerint a melegebb trópusi vizek juthattak a sarkvidékek környékére és ezek tarthatták magasabb hőmérsékleten a vidéket.[30] Ezt az elméletet is szimulálták, és arra jutottak, hogy ez is elégtelen mennyiségű lenne arra, hogy egyenletes meleget teremtsen a Földön.
- Vannak, akik szerint bolygónk keringésében kell keresni a megoldást.[31] A Föld excentricitását, tengelyferdeségét, valamint precesszióját módosító modellek vizsgálata során arra jutottak, hogy ugyan ezek a hőmérsékletre nagy kihatással nem lehettek, azonban az évszakok váltakozására már igen, és ez már elegendő lehetett a kiegyenlített klímára. Az egyik szimulált modellben arra jutottak, hogy Észak-Amerika területén 30 százalékkal melegebb tél és hűvösebb nyár lehetett, és az évszakok közötti különbség is 75 százalékkal csökkent. Egyes újabb elméletek szerint talán egy, a Naprendszer közelében elhaladó csillag gravitációs hatása lehetett az, amely megzavarta a Föld mozgását is, és volt közvetetten mindennek a kiváltó oka.[32]
- Az is egy magyarázat lehet, hogy a sarkvidékek felett felhők képződtek a sztratoszférában.[33] Ezek hasonlóképpen viselkednek, mint az üvegházhatású gázok, ráadásul a felszabaduló metán elősegíthette a keletkezésüket.[34] Mivel létrejöttük hideg hőmérsékleten és éjszaka történik, így éppen akkor lehettek a légkörben, amikor a sarkvidékeken beköszöntött a tél. A modellek szerint egy egy reális oka lehetett a kiegyensúlyozott klímának, az elmélettel csak az a probléma, hogy ennek igen hosszú ideig kellett volna fennállnia.[35] Ehhez azonban folyamatos metánkibocsátás és párolgás lett volna szükséges, amire nincs bizonyítékunk.

Az eocén nemcsak a magas átlaghőmérsékletről nevezetes, hanem az Antarktisz eljegesedésének kezdetéről. Nagyjából 49 millió évvel ezelőtt kezdődött a folyamat, a már említett légköri szén-dioxid szint csökkenésével. Ugyan 41,5 millió évvel ezelőtt volt egy váratlan kiugrás és ezzel összefüggésben melegedés, ez relatíve hamar megszűnt és folytatódott a lehűlés. Ezt követően a jégtakaró már állandóan jelen volt az Antarktiszon. A folyamat betetőzése a Nyugati-Szél-áramlás létrejötte volt, egy körkörös áramlat az Antarktisz körül, amely hideg vízből áll és nem engedi a melegebb vizeket a kontinens közelébe. Hogy pontosan mikor indult be ez az áramlat, nem ismeretes, de valamikor a Drake-átjáró 41 millió évvel ezelőtti kinyílása környékén, legfeljebb 32 millió évvel ezelőttig.

## Flóra
A korai és középső eocénban az erdők domináltak, még a sarkvidékeken is. Trópusi erdők borították szinte egész Afrikát, Dél- és Közép-Amerikát, Indiát, Délkelet-Ázsiát és Kínát. Észak-Amerika, Európa és Oroszország vidékeit szubtrópusi erdők népesítették be, északabbra lombhullató, másutt örökzöld fajokkal. Ezeknek az erdőségeknek a maradványai képezik ma a hatalmas barnakőszén rétegek alapját, melyeket többek között Magyarországon az úgynevezett eocén program keretén belül igyekeztek kitermelni.
A sarkvidéki erdők elég kiterjedtek voltak. Mocsárciprusok és mamutfenyők alkották ezeket, amelyek a kontinensek vándorlását tekintve alig voltak valamivel délebbre, mint manapság. Grönland és Alaszka területén is a trópusokra jellemző fák nőttek. A legészakabbi vidékeken is megtalálták valamikori esőerdők nyomait.
Alaszkában és Észak-Európában pálmafélék nőttek, az éghajlat hűlésével egyre csökkenő számban. 52 millió évvel ezelőtt jelentek meg az első eukaliptuszfélék, leleteiket Argentínában találták meg.
A globális lehűlés egyik mellékhatása az lett, hogy a kontinensek belsejei szárazabbak lettek, így a korábbi erdőségek elkezdtek eltünedezni. A fűfélék térhódítása ekkor indult be, habár ebben a korban még jobbára folyók és tavak partjain nőttek, nem kezdték meg szavannákat és prériket képező elterjedésüket.
A lehűléssel együtt az évszakok váltakozása is visszatért. A korszak második felében a lombhullató fajok, amelyek jobban bírták az ezzel járó változásokat, elkezdtek terjeszkedni az örökzöldek rovására. Az eocén végére ki is szorították őket a legtöbb területen az északi féltekén. Esőerdők ekkorra már csak Dél-Amerikában, Afrikában, Indiában és Ausztráliában maradtak.
Az Antarktiszon a kor elején még szubtrópusi erdők és esőerdők voltak. Később a lehűléssel együtt tajgaerdők is felbukkantak. Ahogy kezdett egyre hidegebb lenni, a melegkedvelő trópusi fajok fokozatosan eltűntek, az oligocén kezdetére pedig csak a lombhullató erdők és a hatalmas tundra maradtak meg.

## Fauna
A legtöbb ma ismert faj elődei már léteztek az eocénban is. A ma ismert madarak túlnyomó többsége ekkor jelent meg. Az óceánok melegek voltak, a halak illetve más tengeri fajok virágzottak.
A mai modern emlősök első fosszíliái ebből az időszakból származnak. Legjellegzetesebb képviselőik a párosujjú patások, a páratlanujjú patások, illetfe a főemlősök voltak. Hosszú, vékony végtagjaik (melyek bizonyos fajoknál fogásra alkalmasak voltak), illetve a különféle táplálékok elfogyasztására specializálódott fogaik voltak. Nem voltak még túl nagy méretűek, a fennmaradt fogak alapján átlagosan 10 kg súlyúak, amivel még a paleocén kori elődeiknél is kisebbek voltak. Valószínűleg ennek az oka a forró eocén klíma volt, amely a kisebb emlősöknek jobban kedvezett. A patások szétterjedtek egész Észak-Amerikában és Eurázsiában. Még ragadozó fajaik is voltak, mint például a Mesonyx. Ekkor jelentek meg az első denevérek, az elefántfélék, rágcsálók és erszényesek is. A korábbi primitívebb formák elkezdtek visszaszorulni, köztük a Multituberculata nemzetség tagjai. A cetfélék is ekkortájt kezdték elhagyni a szárazföldet, gyors evolúciójuk során a legkülönösebb fajaik jelentek meg a Pakicetustól kezdve a Basilosaurusig. Az első szirénfélék is ekkor jelentek meg.
A legtöbb madárfaj már emlékeztetett a mai utódaikra. Volt köztük egy-két érdekes faj, például ragadozó papagájok, mint a Messelasturidae és a Halcyornithidae. A Gastornis és az Eleutheornis személyében nagy röpképtelen madarak is éltek, de létezett hosszú lábú sólyom (Masillaraptor), őstyúkféle (Gallinuloides), gúvatszerű madarak (Songzia), álfogú madarak (Gigantornis), ősi íbiszfaj (Rhynchaeites) a fecskefélék őse (Aegialornis) és primitív pingvinfélék (Archaeospheniscus, Inkayacu).
Számos piton- és teknősmaradvány került elő ebből a korból, bizonyítván, hogy a hüllők is elterjedtek voltak.
A tengerekben tovább folytatódott a sugarasúszójú halak dominanciája, köztük rendkívül érdekes fajokkal. Ilyen volt a Monosmilus, amely egyfajta kardfogú óriás szardella volt.
A rovarokat főként európai borostyánmaradványokból ismerjük, köztük olyan fajokat, melyek ma a trópusokon élnek.

## Szakirodalom
Eocén élővilág a Kárpát-medencében. Üvegház – 22 millió éven át. Szerk. Dulai Alfréd. Természettár Könyvsorozat, Magyar Természettudományi Múzeum (2020)

## Fordítás
Ez a szócikk részben vagy egészben  az   Eocene című angol Wikipédia-szócikk ezen változatának fordításán alapul.  Az eredeti cikk szerkesztőit annak laptörténete sorolja fel. Ez a jelzés csupán a megfogalmazás eredetét és a szerzői jogokat jelzi, nem szolgál a cikkben szereplő információk forrásmegjelöléseként.